# Отношения между Русия и Северна Македония
Руско-северномакедонските отношения са двустранните отношения между европейските държави Русия и Северна Македония.
Двете страни поддържат пълни дипломатически отношения. Русия има посолство в Скопие, а Северна Македония – посолство в Москва. Към април 2023 година посланик на Русия в Скопие е Сергей Баздникин, а посланик на Северна Македония в Москва е Ненад Колев.

## Политически отношения
Северномакедонският министър-председател Никола Груевски (2006 – 2016) води политика на балансиране между Запада и Русия, сходна с тази на Сърбия. Той се опитва да използва сближаването с Русия като средство за натиск в Спора за името с Гърция, който блокира интеграцията на страната в НАТО и Европейския съюз През 2013 година Република Македония договаря да се включи с отклонение от планирания руски газопровод „Южен поток“, като участието ѝ в него да стане за сметка на руски дълг от времето на Съветския съюз и Югославия. Тя се стреми и към руско съдействие за признаването на Македонската православна църква.
От своя страна Русия поддържа правителството на Груевски при започналите през 2015 година протести срещу корупцията и изборните манипулации, като руският външен министър Сергей Лавров дори обвинява Албания и България в планове за подялбата на страната. Руската намеса продължава през цялата последвала продължителна криза, в която тя поддържа усилията на ВМРО – Демократическа партия за македонско национално единство да остане на власт и саботира опитите за посредничество на европейския представител Йоханес Хан.

## История
Контактите между двете държави съществуват, преди Македония да получи своята независимост. По времето на Османската империя много православни македонци откривали близост с Руската империя заради общата религия, което вследствие ги карало да емигрират там. Тези действия били добре приветствани от Руската империя. След Руската гражданска война в Македония се появили много руски заселници, които имат значителен принос за развитието на територията. По време на съществуването на СССР руско-македонските контакти са разработвани във формата на съветско-югославски отношения. През 1963 г. Съветския съюз указва значителна помощ при справянето с последиците от земетресението в Скопие.
На 31 януари 1994 г. се установяват дипломатически контакти между Република Македония и Русия. Първото официално посещение на президента Македония в Русия се състои през януари 1998 г. Почетно консулство на Русия в Македония е открито през май 2002 година. През втората половина на 90-те години между Русия и Македония се развива значителна търговия. През 1995 г. руският износ за Македония е в размер на 34,8 млн. щ.д., а македонският износ за Русия – 106,4 млн. щ.д. Тези резултати са възможни, може би защото по това време на Югославия са наложени много санкции и Русия търгува с нея чрез Македония. До края на 90-те години показателите на руско-македонската търговия спадат рязко. През 1997 г. руският износ за Македония се равнява на 9,2 млн. щ.д., а македонският износ за Руската Федерация – 32,9 млн. щ.д. От 2001 до 2010 година руско-македонските търговски показатели се увеличават значително: износът на Русия към Македония се увеличава от 139,3 млн. щ.д. на 552,5 млн. щ.д., македонският износ за Русия – от 13,9 млн. щ.д. до 26,7 млн. Отношенията между двете страни са приятелски. Те се основават на междуправителствени и междуведомствени споразумения, като от 1991 година до 2013 година са сключени над шестдесет. Отношенията между страните се развиват на различни нива: осъществяват се контакти между различните министерства и парламенти. Македония, за разлика от някои други бивши югославски републики, не налага санкции срещу Руската федерация. Стокообменът през 2013 г. между двете страни възлиза на 203,2 млн. щ.д. Преобладаващ дял на руския износ са горивата, а на македонския износ – лекарствените препарати, частите за автомобили, виното и цигарите.